# 梅克保
梅克保（1957年3月—），湖南常德汉寿人。男，汉族。中华人民共和国政治人物。1980年2月参加工作，1979年5月加入中国共产党。湖南农学院常德分院农学系农学专业毕业，中南工业大学工商管理系管理工程专业在职工学硕士学位，中南大学工商管理学院管理科学与工程专业在职管理学博士学位。中共第十七届、十八届中央候补委员。

## 生平简介
梅克保出生于汉寿县罐头嘴镇，1972年高中毕业后，在家乡历任生产队会计、队长。1976年9月，梅克保进入湖南农学院常德分院（今湖南文理学院）农学专业学习，1979年8月毕业后，留校任职，成为湖南农学院常德分院的一名教师，期间曾在湖南农学院本部进修。1982年1月，任常德地区农业区划领导小组办公室副主任、主任。1985年12月，任中共常德县委副书记。1987年2月，任共青团湖南省委副书记（其间：1991年9月—1992年7月，在中共中央党校一年制中青年干部培训班学习）。1992年7月，任中共长沙市委常委、浏阳县委书记，浏阳县撤县建市后，梅氏成为该市首任党委书记:121。
1994年9月，梅克保任中共郴州地委书记。1995年4月，任中共郴州市委书记（1993年3月—1995年12月，在中南工业大学工商管理系管理工程专业学习，获工学硕士学位）。1999年2月，任中共衡阳市委书记。2001年8月，任中共长沙市委书记。2001年11月，任中共湖南省委常委、长沙市委书记（1999年9月—2002年6月，在中南大学工商管理学院管理科学与工程专业学习，获管理学博士学位），晋升副部级。2006年11月，升任中共湖南省委副书记。
2013年1月，任国家质量监督检验检疫总局副局长、党组副书记。2014年3月，任国家质检总局副局长、党组副书记、直属机关党委书记。2017年5月，卸任国家质检总局副局长，结束了长达16年的副部级官员任职。